# Dilophus brevirostrum
Dilophus brevirostrum är en tvåvingeart som beskrevs av Hardy och Takahashi 1960. Dilophus brevirostrum ingår i släktet Dilophus och familjen hårmyggor. Inga underarter finns listade i Catalogue of Life.